# Lashaine
Lashaine ist ein Verwaltungsbezirk (Ward) des Distrikts Monduli in der tansanischen Region Arusha.

## Geografie
Lashaine liegt im Norden von Tansania, etwa 30 Kilometer westlich der Regionshauptstadt Arusha und südlich des Monduli Mountain. Das Gebiet ist flach auf etwa 1300 Meter Seehöhe und wird einzig vom 1500 Meter hohen Lashaine Hill überragt. Bei der Volkszählung 2022 lebten hier 5132 Menschen in 1104 Haushalten.

## Gliederung
Der Bezirk besteht aus zwei Gemeinden (Mtaa) mit sechs Orten (Kitongoji):
| Lashaine - Lashaine - Orng'oswa - Sepeko | Orkeswa - Orkeswa - Loding'oro - Engoshuku |

## Wirtschaft und Infrastruktur
- Gesundheit: Im Bezirk liegt eine staatliche Apotheke.[6]